# 495
495 је била проста година.

## Догађаји
- Сердик од Весекса и његов син Синрик се насељавају на јужној обали, близу границе Хемпшир-Дорсет. Њихови следбеници успостављају почетке Краљевине Весекс.
- Цар Сјао Вен Ди из Северног Веја гради манастир Шаолин у Хенану за монаха Батуа.
- Папа Геласије I добија подршку италијанских епископа у својом ставуда је духовна моћ папства изнад цареве временске власти. Као и његови претходници, папа се противи настојањима византијског цара Анастасија И да успостави мијафизитску доктрину.